# 桑山博之
桑山 博之（くわやま ひろゆき、1941年〈昭和16年〉2月24日 - 2022年〈令和4年〉10月30日）は、日本の政治家、元岡山県津山市長（1期）。岡山県議会議員（自由民主党）。位階は正五位。旭日中綬章受章。

## 来歴
岡山県出身。立命館大学法学部卒。行政書士、司法書士の資格を得て、津山市議会議員を2期務め、1983年、岡山県議会議員に初当選し、6期務め、議長を務めた。2006年1月、津山市の再開発ビル「アルネ・津山」への税金投入が批判を浴び、津山市長中尾嘉伸解職（リコール）が成立。3月に行われたリコール成立後の津山市長選挙に立候補し、前職の中尾嘉伸らを破って当選した。津山市長を1期務め、2010年の選挙で落選した。2019年春の叙勲で旭日中綬章を受章。2022年死去。死没日付をもって正五位に叙された。